# Gonzalo Melero
Gonzalo Julián Melero Manzanares (Madrid, España, 2 de enero de 1994), es un futbolista español que juega como centrocampista en el Club Deportivo Leganés de la Segunda División de España.

## Trayectoria
Melero se formó en las categorías inferiores del Real Madrid, donde pasó once años llegando a debutar con el Real Madrid Castilla en la temporada 2014-15. En ese mercado invernal, fue transferido a la Sociedad Deportiva Ponferradina, en la que permaneció un año y medio. Durante la temporada 2015-16 en Segunda División, disputó 1 873 minutos repartidos en 28 partidos anotando un gol ante el Bilbao Athletic.
En julio de 2016 la S. D. Huesca lo fichó, que se convertía así en el noveno fichaje oficial del club. Firmó por una temporada. Ayudó al club oscense a clasificarse para el play-off de ascenso a Primera.
En julio de 2019 fue traspasado al Levante Unión Deportiva por cuatro temporadas. Durante su etapa en el club participó en 94 partidos en los que marcó 17 goles.
El 1 de septiembre de 2022 fichó por la U. D. Almería para las siguientes cuatro temporadas. Finalmente permaneció tres, disputando un total de 95 partidos en los que dio ocho asistencias y anotó diez tantos.
El 13 de agosto de 2025 fue presentado como nuevo jugador del C. D. Leganés, durante las fiestas de la localidad.

## Vida personal
En 2021 comenzó una relación con la presentadora Lucía Villalón. En marzo de 2022 anunciaron que iban a ser padres. El 29 de agosto nació su hijo, Diego. En abril de 2024 anunciaron que iban a ser padres por segunda vez.

## Estadísticas

### Clubes
Actualizado al último partido disputado el 30 de octubre de 2024.
| Club                                | Div.          | Temporada     | Liga  | Liga  | Copas nacionales | Copas nacionales | Copas internacionales | Copas internacionales | Total | Total |
| Club                                | Div.          | Temporada     | Part. | Goles | Part.            | Goles            | Part.                 | Goles                 | Part. | Goles |
| ----------------------------------- | ------------- | ------------- | ----- | ----- | ---------------- | ---------------- | --------------------- | --------------------- | ----- | ----- |
| Real Madrid C. F. "C" · España      | 2.ª B         | 2013-14       | 37    | 7     | ―                | ―                | ―                     | ―                     | 37    | 7     |
| Real Madrid C. F. "C" · España      | Total club    | Total club    | 37    | 7     | 0                | 0                | 0                     | 0                     | 37    | 7     |
| Real Madrid Castilla C. F. · España | 2.ª B         | 2014-15       | 6     | 0     | ―                | ―                | ―                     | ―                     | 6     | 0     |
| Real Madrid Castilla C. F. · España | Total club    | Total club    | 6     | 0     | 0                | 0                | 0                     | 0                     | 6     | 0     |
| S. D. Ponferradina · España         | 2.ª           | 2014-15       | 10    | 0     | 0                | 0                | ―                     | ―                     | 10    | 0     |
| S. D. Ponferradina · España         | 2.ª           | 2015-16       | 28    | 1     | 4                | 0                | ―                     | ―                     | 32    | 1     |
| S. D. Ponferradina · España         | Total club    | Total club    | 38    | 1     | 4                | 0                | 0                     | 0                     | 42    | 1     |
| S. D. Huesca · España               | 2.ª           | 2016-17       | 38    | 7     | 3                | 0                | ―                     | ―                     | 41    | 7     |
| S. D. Huesca · España               | 2.ª           | 2017-18       | 38    | 16    | 0                | 0                | ―                     | ―                     | 38    | 16    |
| S. D. Huesca · España               | 1.ª           | 2018-19       | 22    | 2     | 1                | 0                | ―                     | ―                     | 23    | 2     |
| S. D. Huesca · España               | Total club    | Total club    | 98    | 25    | 4                | 0                | 0                     | 0                     | 102   | 25    |
| Levante U. D. · España              | 1.ª           | 2019-20       | 25    | 2     | 2                | 0                | ―                     | ―                     | 27    | 2     |
| Levante U. D. · España              | 1.ª           | 2020-21       | 29    | 7     | 6                | 1                | ―                     | ―                     | 35    | 8     |
| Levante U. D. · España              | 1.ª           | 2021-22       | 29    | 7     | 1                | 0                | ―                     | ―                     | 30    | 7     |
| Levante U. D. · España              | 2.ª           | 2022-23       | 2     | 0     | ―                | ―                | ―                     | ―                     | 2     | 0     |
| Levante U. D. · España              | Total club    | Total club    | 85    | 16    | 9                | 1                | 0                     | 0                     | 94    | 17    |
| U. D. Almería · España              | 1.ª           | 2022-23       | 27    | 4     | 1                | 0                | ―                     | ―                     | 28    | 4     |
| U. D. Almería · España              | 1.ª           | 2023-24       | 28    | 1     | 1                | 0                | ―                     | ―                     | 29    | 1     |
| U. D. Almería · España              | 2.ª           | 2024-25       | 11    | 0     | 1                | 0                | ―                     | ―                     | 12    | 0     |
| U. D. Almería · España              | Total club    | Total club    | 66    | 5     | 3                | 0                | 0                     | 0                     | 69    | 5     |
| Total carrera                       | Total carrera | Total carrera | 330   | 54    | 20               | 1                | 0                     | 0                     | 350   | 55    |